# 婆利睹梨訶利王
婆利睹梨訶利王（Raja Bhartrihari）是古印度的一位君主，他的公正和對神明的虔誠使他享譽盛名，而在古代印度的文學流傳裡亦有兩則與他相關的故事，都與他和他的王后的愛有關：
1. 其一，指婆利睹梨訶利王得到一位智者一種神奇的水果，吃了之後可以有永遠的生命。王深愛着他的王后，所以把水果給了王后；但王后卻其實另有所愛，所以她把水果給了王的戰車的車伕；但這個車伕在另一方面卻迷上了一位漂亮的妓女，所以就把水果給了這位妓女。這位妓女心想：我只不過是一個妓女，永恆的生命對我又有甚麼用呢？所以把這個水果丟在一旁。
2. 其二，指婆利睹梨訶利王對大臣說他與王后的愛永遠不變，被大臣冷嘲熱諷。王為了試驗王后的愛，就在一次打獵時，把自己的衣服脫下來，染滿鹿血後，差人送回王宮，說他已經死了。王后看到了王的染血衣服十分傷心，並自殺殉情。王知道了後十分後悔，於是離開了王宮去修行。